# Ludwig Ferdinand Huber

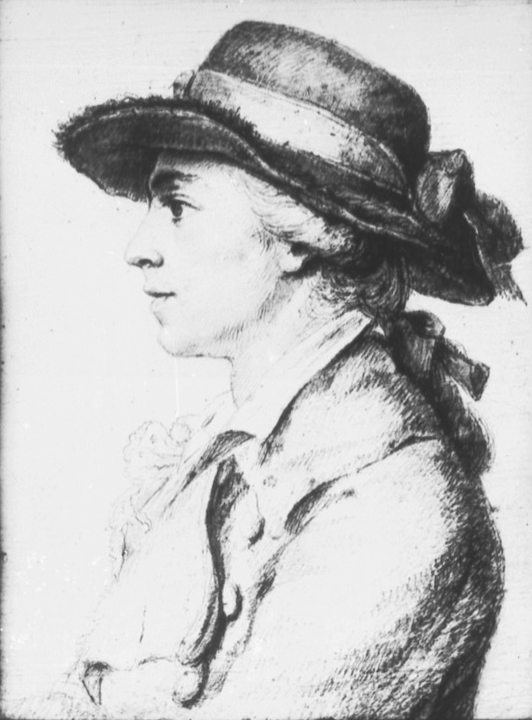
Ludwig Ferdinand Huber

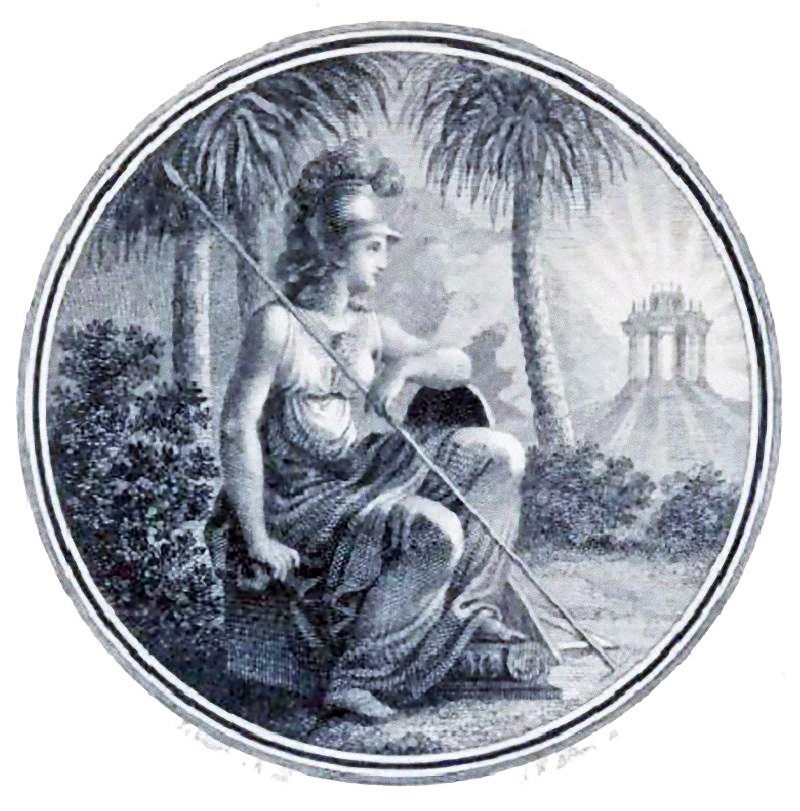
Loge Minerva zu den drei Palmen, Leipzig

Ludwig Ferdinand Huber (Parijs, 14 september 1764 – Ulm, 24 december 1804) was een Duitse schrijver, vertaler en journalist tijdens de Verlichting. Hij maakte de Franse Revolutie mee in het keurvorstendom Mainz.

## Levensloop
In 1764 werd Huber geboren in het gezin van Michael Huber (1727-1804), die in Parijs Duitse literaire werken bekend maakte. Als kind verhuisde het gezin van Parijs naar Leipzig, waar Huber Franse en Engelse literatuur bestudeerde. Huber werd in Leipzig bevriend met Christian Gottfried Körner (1756-1831), de vader van Theodor Körner, een tekstdichter. Huber verloofde zich met Körners schoonzus Dora Stock, een kunstschilder; ze verloofden zich in Dresden. In de vriendenkring van Körner maakte hij kennis van Friedrich Schiller, met wie hij bevriend bleef voor de rest van zijn leven. Schiller stond hem bij met literaire raadgevingen. Nog in Leipzig werd hij lid van Minerva zu den drei Palmen, een vrijmetselaarsloge.
Huber vertaalde in 1785 naar het Duits Le Mariage de Figaro, een blijspel van Pierre Beaumarchais. Door zijn literaire activiteiten startte hij maar niet met zijn diplomatieke carrière, ondanks de druk door zijn vader.
In 1787 werd hij alsnog secretaris van het keurvorstendom Saksen in het keurvorstendom Mainz. Hij bleef in Mainz tot de Franse bezetting (1792), gevolgd door de uitroeping van de republiek Mainz. Uit een geheim diplomatiek bericht (1792) golden Huber, Georg Forster en Wilhelm Heinse (1746-1803) als voorbeeldige democraten en revolutionairen in Mainz. 
Huber bekommerde zich om Forsters echtgenote Therese Forster-Heyne (1764-1829) en haar gezin wanneer Georg Forster naar Parijs trok om de aanhechting van de republiek Mainz bij Frankrijk te bepleiten. Huber verbrak zijn verloving wanneer hij een relatie aanging met Therese Forster-Huber. Ze verhuisden naar Bôle in het Pruisisch kanton Neuchâtel, waar ze huwden na het overlijden van Georg Forster (1794). 
In Neuchâtel geraakte hij in contact met Belle van Zuylen, een bekende schrijfster die in Colombier woonde. Een dochter van Forster-Huber, Therese Forster (1786-1862), werd opgenomen in de entourage van deze schrijfster. In deze periode in Neuchâtel vertaalde hij naar het Duits werken van Belle van Zuylen en Isabelle de Gélieu. Zijn vertalingen liet hij publiceren bij Johann Friedrich Cotta (1764-1832) in Stuttgart. 
In 1798 ging Huber in de journalistiek. Cotta benoemde hem tot redacteur in zijn politieke krant Neueste Weltkunde in Tübingen. Het keizerlijk Hof van het Rooms-Duitse Rijk in Wenen verbood deze krant, zodat Cotta de krant heruitgaf onder naam Allgemeine Zeitung, ditmaal met Huber als hoofdredacteur. Nadat Frederik II, hertog van Württemberg de krant verbood, zorgde Cotta ervoor dat Huber hoofdredacteur werd op de nieuwe redactie in Neu-Ulm in Beieren (1803). In 1804 werd Huber onderwijsadviseur in Schwaben (Beieren), terwijl hij zijn literair werk mocht voortzetten. Kort nadien stierf Huber.

## Werken
- Das heimliche Gericht. Een treurspel (Göschen, Leipzig 1790)
- Vermischte Schriften von dem Verfasser des heimlichen Gerichts (1793)
- Essays in de Friedenspräliminarien (1794–1796) en in Klio (1795–1798)
- Sämtliche Werke seit dem Jahre 1802, gebundeld door Therese Huber
- Das große Schauspiel. Ausgewählte Schriften zur Französischen Revolution, gebundeld door Sabine Dorothea Jordan (Stuttgarter Arbeiten zur Germanistik, Nr. 284, 1994).